# حارة الأنصار (صنعاء)
حارة الأنصار هي إحدى حارات حي كلية الشرطة بمديرية الوحدة إحد مديريات العاصمة اليمنية صنعاء، بلغ تعداد سكانها 1044 نسمة حسب تعداد اليمن لعام 2004.